# Vietnamese parlementsverkiezingen 2011
De Vietnamese parlementsverkiezingen 2011 werden in Vietnam gehouden op 22 mei 2011. Sinds Vietnam een eenpartijstelsel is, wint de Vietnamese Communistische Partij altijd. Toch zijn er ook individuelen die zich kandidaat hebben gesteld.
Van de 500 zetels in het Vietnamees parlement, waren er 496 gewonnen door de Vietnamese Communistische Partij. Vier zetels worden ingenomen door de onafhankelijken. De Vietnamese Communistische Partij hebben in totaal acht zetels gewonnen, de onafhankelijken hebben een zetel verloren. In totaal waren er 827 kandidaten.
De volgende verkiezingen werden in 2016 gehouden.